# Sergei Jurjewitsch Netschajew

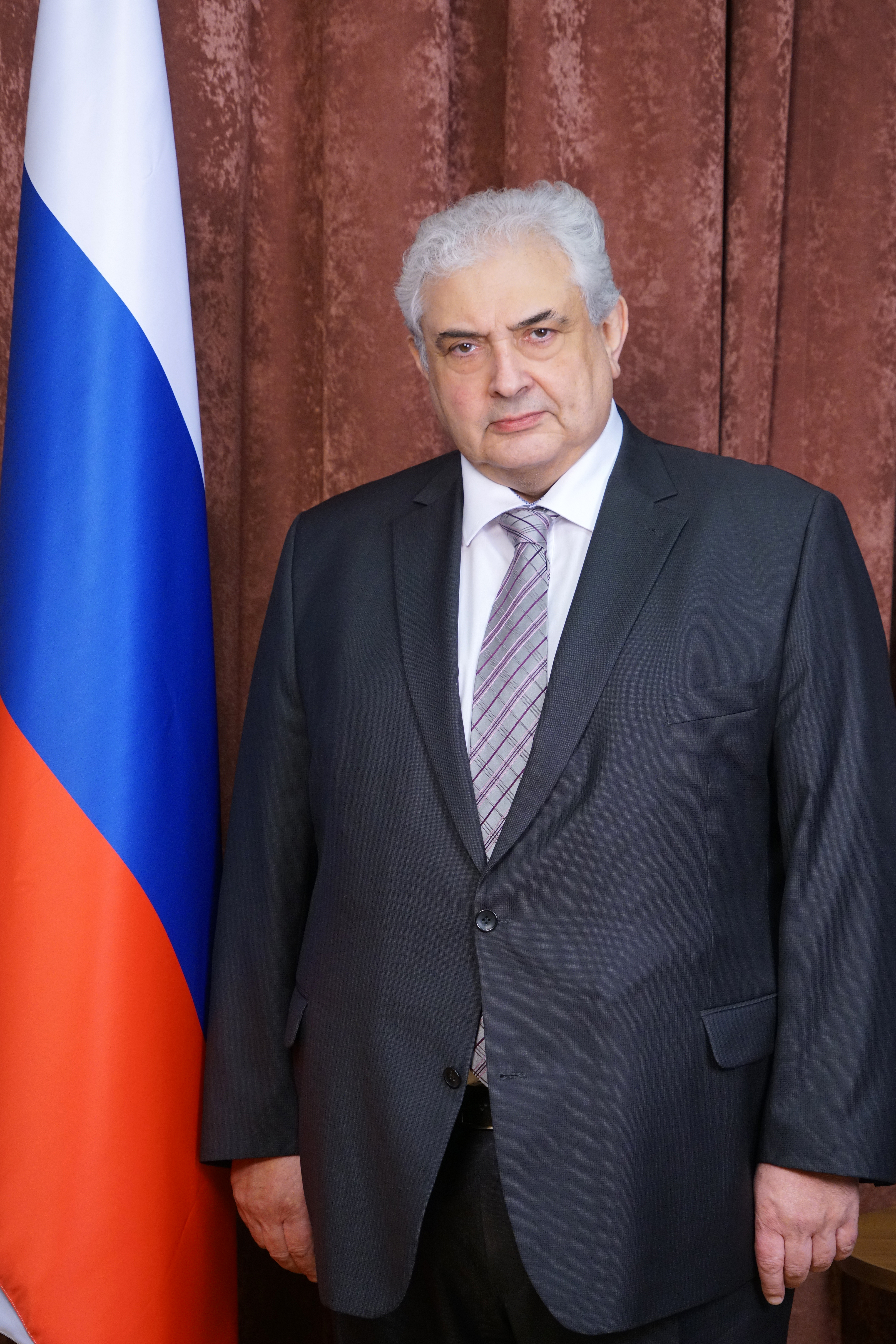
Sergei Netschajew (2018)

Sergei Jurjewitsch Netschajew (russisch Сергей Юрьевич Нечаев; * 2. Juni 1953 in Moskau) ist ein russischer Diplomat und seit 2018 Botschafter der Russischen Föderation in der Bundesrepublik Deutschland.

## Leben
Netschajew absolvierte 1975 die Lomonossow-Universität Moskau als Germanist. Seine politische Karriere begann 1977 als Mitarbeiter der sowjetischen Botschaft in der DDR. Von 1982 bis 1986 war er dritter und anschließend zweiter Sekretär des Generalkonsulats der UdSSR in Erdenet, Mongolei. 1988 absolvierte er Lehrgänge an der Diplomatischen Akademie des Außenministeriums der UdSSR und wurde ab 1992 als Erster Sekretär und Berater der russischen Botschaft in Deutschland eingesetzt. 1996 übernahm er die Leitung des Deutschen Bereichs der Vierten europäischen Abteilung im russischen Außenministerium. Ab 1999 arbeitete Netschajew als Erster Botschaftsrat der russischen Botschaft in der Bundesrepublik Deutschland.
Von 2001 bis 2003 war er als russischer Generalkonsul in Bonn tätig und diente anschließend als stellvertretender Direktor in der Vierten europäischen Abteilung des Außenministeriums, die 2004 in die Dritte Europäische Abteilung umgewandelt wurde. 2007 übernahm er die Leitung der Dritten Europäischen Abteilung des russischen Außenministeriums. Vom 9. März 2010 bis zum 10. August 2015 diente er als außerordentlicher und bevollmächtigter Botschafter der Russischen Föderation in Österreich und leitete später erneut die Dritte Europäische Abteilung des Außenministeriums. Am 10. Januar 2018 wurde er per Erlass Nr. 9 des russischen Präsidenten zum außerordentlichen und bevollmächtigten Botschafter der Russischen Föderation in der Bundesrepublik Deutschland ernannt.
Netschajew ist verheiratet und Vater eines Sohnes. Er spricht neben Russisch und Deutsch auch Englisch.

## Auszeichnungen
- Orden der Ehre (11. Juli 2008)
- Orden der Freundschaft (16. Dezember 2009)